# Arciom Saławiej
Arciom Wiktarawicz Saławiej (biał. Арцём Вiктаравiч Салавей, ros. Артём Викторович Соловей, Artiom Wiktorowicz Sołowiej; ur. 1 listopada 1990 we wsi Siełowszczyna, w obwodzie brzeskim, ZSRR) – białoruski piłkarz, grający na pozycji pomocnika.

## Kariera piłkarska

### Kariera klubowa
Wychowanek klubu SDJuSzOR Bereza. Pierwszy trener Jury Tiuszkiewicz. W 2007 rozpoczął karierę piłkarską w Dynamie Mińsk. W 2010 został wypożyczony do Tarpeda Żodzino, a w następnym roku podpisał z żodzinskim klubem kontrakt.

### Kariera reprezentacyjna
Występował w młodzieżowej i olimpijskiej reprezentacjach Białorusi.

## Sukcesy i odznaczenia

### Sukcesy klubowe
- wicemistrz Białorusi: 2008